# Università nel mondo islamico classico

## Problematicità di una definizione
Il complesso sistema d'insegnamento superiore in vigore nel periodo classico dell'Islam (VII-XI secolo all'incirca), sul quale ancora discutono gli studiosi favorevoli ad accostamenti concettuali con il sistema universitario cristiano-occidentale - inaugurato in Italia nell'XI secolo con la Scuola medica salernitana, l'Università di Padova e, infine, con Bologna - e quanti negano invece qualsiasi somiglianza concreta con esso, deve prioritariamente tentare di sgomberare il campo dall'equivoco che il luogo delegato all'insegnamento nelle aree islamiche fosse sempre e soltanto la Madrasa (in arabo ﻣﺪﺭﺳـة).
In realtà essa sorse non prima della seconda metà dell'XI secolo, a opera dei nuovi arrivati turchi Selgiuchidi. Lo studioso statunitense Ira M. Lapidus, afferma:
(Ira M Lapidus, Storia delle società islamiche, 3 voll., Torino, Einaudi, 1993, I. Le origini dell'Islam, p. 177, ed. orig. A History of Islamic Societies, Cambridge University Press, 1988)
Essendo del tutto assurdo pensare che nel mondo islamico non si conducessero studi di alto profilo fino a quel periodo, si dovranno necessariamente indicare le strutture a ciò dedicate tra il VII e l'XI secolo.

### Maktabejāmiʿ(omasjid)
Occorre innanzi tutto tener presente che per un protratto periodo - almeno fino all'inizio dell'età abbaside (750-1258) - il sistema d'istruzione rimase estremamente informale e individualistico e ricordare come le classi più agiate (khaṣṣa) usassero assumere pertanto a proprie spese istitutori (muʾaddib), ospitandoli spesso nelle loro abitazioni, mentre per la gente semplice (ʿāmma), interessata all'apprendimento della semplice lettura e scrittura, i luoghi deputati erano senza alcun dubbio i maktab. Una terza possibilità, col tempo sempre più invalsa, era quella di seguire i corsi d'insegnamento organizzati sempre più frequentemente nelle moschee (jāmiʿ e masjid).

Non deve trarre in inganno il fatto che nella jāmiʿ (o masjid) il curriculum formativo prevedesse esclusivamente lo studio del Corano e delle cosiddette scienze religiose, o ʿulūm dīniyya, ad esso connesse. Sotto questa generica etichetta si trovava infatti una molteplicità di materie, tutte direttamente o indirettamente collegabili al Corano: innanzi tutto la lingua araba, usata per trascrivere la prima Rivelazione orale di Maometto, con la sua grammatica (fonetica, morfologia e sintassi), la Linguistica araba in genere, la Lessicografia, il diritto religioso (sharīʿa) che dal Corano scaturisce, ma anche quello positivo (fiqh), di elaborazione umana ma rispettoso della cornice coranica, la storia, la poesia e il genere epico-narrativo dei cosiddetti Ayyām al-ʿArab, così ricche di spunti storici, la logica, la filosofia, la teologia, o ʿilm al-kalām.
La prima sede di studio fu con ogni probabilità quella della stessa moschea di Medina (che comunicava con l'abitazione di Maometto e delle sue mogli, dove il profeta era quindi vissuto, morto e inumato, in una città in cui si era formato, grazie al Rescritto di Medina, il cosiddetto "Islam politico" -Umma-, in cui aveva operato come "uomo di Stato" Maometto e in cui avevano governato i suoi primi quattro successori politici, i califfi).

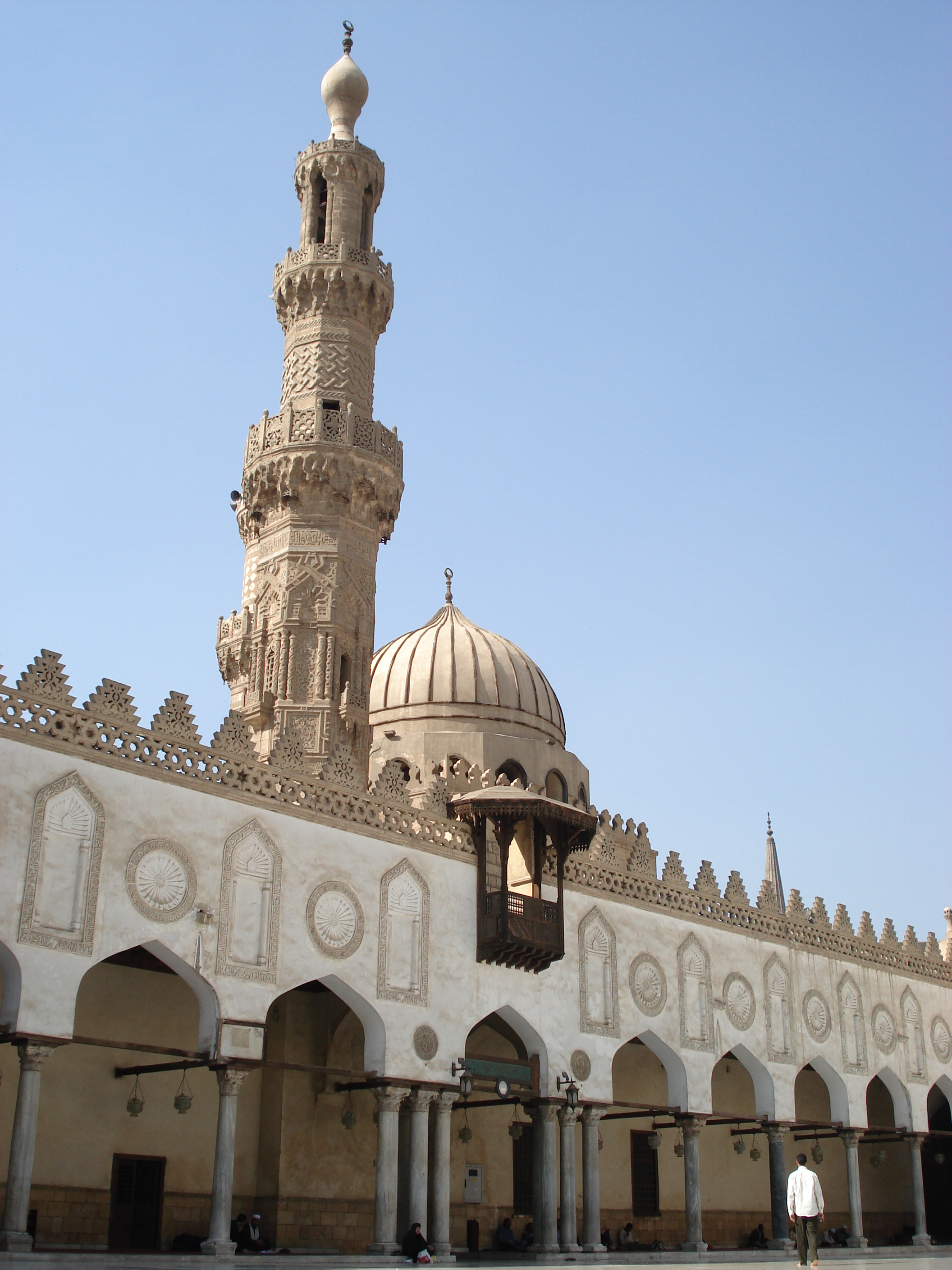
Vista parziale della moschea-università al-Azhar (la Fiorita), fondata ai primi del X secolo al Cairo dagli Imam Fatimidi, immediatamente dopo aver conquistato l'Egitto ai sunniti Ikhshididi.

Ad essa seguirono - secondo la medesima logica - altre moschee erette nei luoghi del "potere" califfale e governatorale - Damasco, Ramla, Kufa, Bassora, Fustat, Qayrawan - in cui si coniugavano necessariamente, proprio per la natura del potere islamico, aspetti religiosi e politici.

Secondo il poligrafo Suyūṭī (1445-1505) il califfo ʿUmar II avrebbe inviato Ibn Abī Ḥabīb a Fusṭāṭ (Egitto) perché insegnasse nella moschea di ʿAmr b. al-ʿĀṣ le discipline legate al Corano.

### Madrasa
Un grande cambiamento si ebbe a partire dal IX secolo: un periodo in cui la cultura e l'economia musulmana conobbero una formidabile crescita e si evidenziarono nuove necessità per amministrare al meglio un impero eccezionalmente esteso e multiforme.

Accanto alle discipline religiose, e in logica risposta al poderoso movimento di traduzione di opere greche, persiane (medio-persiano, cioè la lingua pahlavi), copte e indiane, si avvertì l'urgente necessità di studiare approfonditamente anche le cosiddette "scienze naturali", a volte chiamate "antiche".
Seyyed Hossein Nasr così scriveva:
(Scienza e civiltà nell'Islam, Milano, Feltrinelli, 1977, p. 56 (trad. dell'originale Science and Civilization in Islam, New York, New American Library, Inc., 1968).)
Il compito di affiancare alle "scienze religiose" quelle "profane" fu assolto convenientemente dal potere politico e non è quindi un caso se tra i primi esempi di luoghi deputati all'istruzione, nel senso più ampio del termine, troveremo la capitale califfale di Baghdad.

La consapevolezza che questo ampliamento di orizzonti conoscitivi fosse necessario fu espressa nel IX secolo da al-Kindī (870-950) che, basandosi sul ḥadīth profetico «Uṭlub al-ʿilm wa law fī Ṣīn», ossia "Cercate la conoscenza, foss'anche in Cina", esortava allo studio anche delle scienze "antiche", come le scienze naturali venivano anche chiamate. L'espressione più compiuta di un simile pensiero fu tuttavia quella enunciata dal filosofo arabo al-Fārābī che, in pieno IX secolo, nella sua Enumerazione delle scienze (K. iḥṣāʾ al-ʿulūm), indicava così ciò che egli riteneva fosse necessario insegnare nelle istituzioni di studio superiore:
1. Scienza del linguaggio
2. Logica
3. Aritmetica
4. Geometria
5. Ottica
6. Astrologia
7. Musica
8. Scienza dei pesi
9. Scienza della costruzione di strumenti
10. Fisica
11. Metafisica
12. Diritto
13. Teologia[9]

Questo ampio panorama di discipline e il vasto pubblico che esso poteva raccogliere non poteva trovare più ospitalità nella normale moschea (jāmiʿ o masjid), per lo più di dimensioni abbastanza limitate, nei cui ambienti silenziosi e puliti i discenti potevano trovare più agevolmente concentrazione nello studio. Non volendo cambiare radicalmente questo stato di cose, salvo il cercare ambienti più ampi, il mondo dell'insegnamento superiore trovò utile approfittare del cosiddetto masjid khān, vale a dire una moschea attrezzata con un certo numero di stanze, in cui potessero essere ospitati a pagamento gli studenti (ma, in seguito, anche i docenti), e in vari casi della più capiente moschea-cattedrale delle città islamiche, chiamata Jāmiʿa (in arabo ﺟﺎﻣﻌـة, termine usato oggi per riferirsi all'università), il cui significato è quello di "comunità": perfetto equivalente quindi del latino universitas, ossia "corporazione dei discenti".

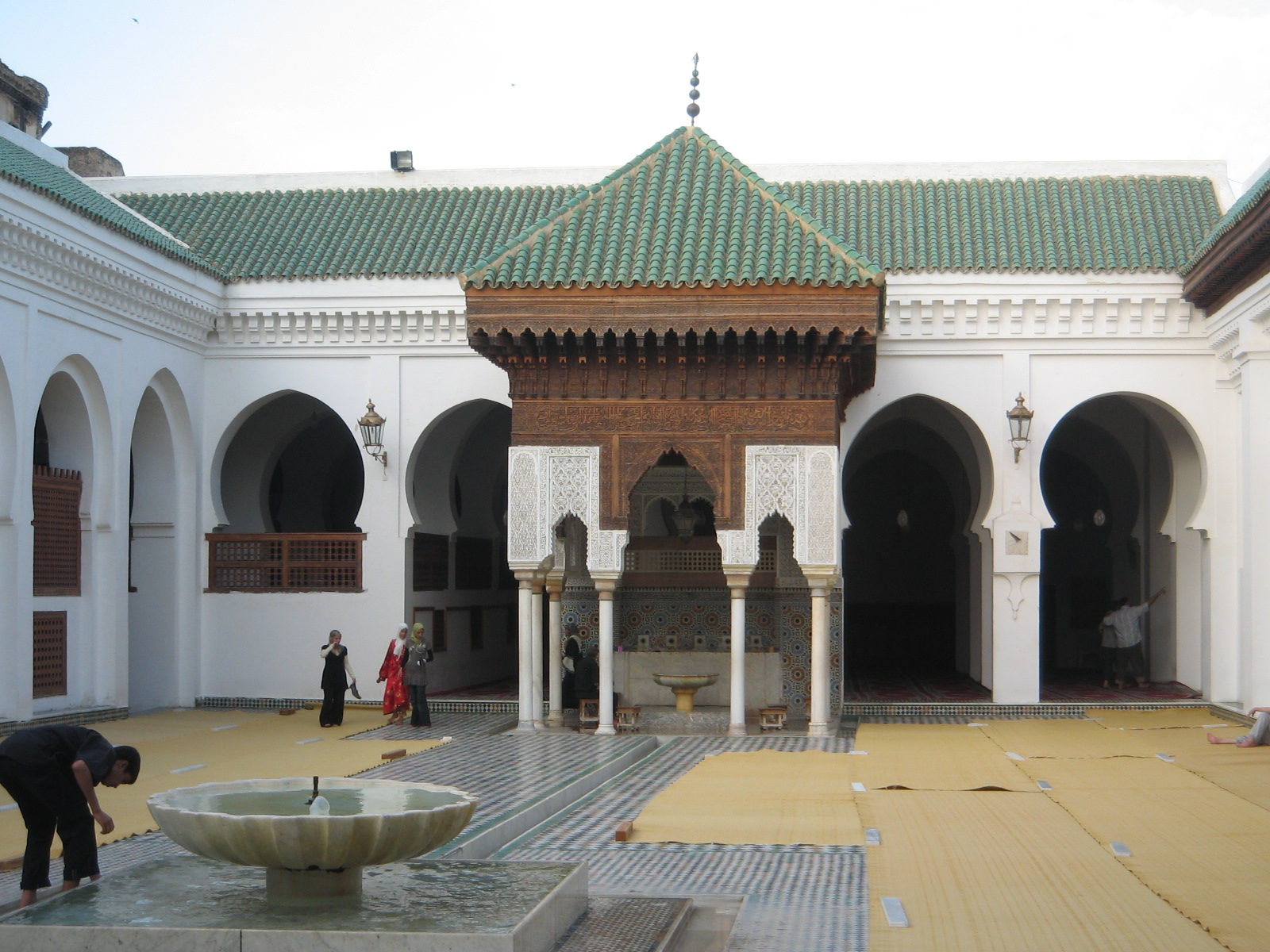
Vista dal cortile della moschea-università al-Qarawiyyīn di Fez (Marocco), la prima jāmiʿa, fondata nell'859.

È solo a partire dall'XI secolo, come conseguenza dell'assunzione del potere politico da parte dei Selgiuchidi, che fu istituita la prima madrasa: una struttura d'insegnamento a carattere privatistico, imperniata sulla personalità di un ʿālim, che riprendeva di fatto il modello del masjid khān e che metteva a frutto gli spazi giuridici concessi dall'istituto del waqf, anche se, per quelle di maggior prestigio, non mancarono sovvenzioni più o meno generose da parte dal potere califfale o governatorale, oltre alla pretesa del potere religioso di sindacare il livello di competenza del suo insegnamento.
Ira M. Lapidus ipotizza che una prima madrasa sia stata sperimentata in Khorasan, le informazioni della maggioranza degli storici arabi indicano come primo esempio la Niẓāmiyya, eretta nel 1065-67 a Baghdad dal visir persiano, al servizio del Sultano selgiuchide Malikshah: Niẓām al-Mulk (nella quale insegnerà per un certo tempo Ghazālī), anche se in effetti da al-Maqrīzī e da Suyūṭī, sono indicate come esempi precedenti di strutture d'insegnamento superiore, la Madrasa al-Bayḥāqiyya (fondata da al-Bayḥāqī) e la al-Saʿīdiyya (fondata dall'emiro Naṣr b. Subuktegīn), entrambe a Nishapur, In Khorasan, una terza fondata da Abū Saʿd Ismāʿīl al-Astarābādī e una quarta creata per permettere di tenere i suoi corsi ad Abū Isḥāq al-Isfarāʾinī (m. 1027).
Sulla distinzione tra le due tipologie islamiche d'insegnamento superiore - madrasa e jāmiʿa - è intervenuta l'islamista Biancamaria Scarcia Amoretti, ordinaria dell'Università di Roma, che così scrive:
(B. Scarcia Amoretti, Un altro Medioevo. Il quotidiano nell'Islam, Roma-Bari, Laterza, 2001, p. 192.)
ma anche Carmela Baffioni, studiosa italiana di filosofia islamica, nonché Accademica lincea, afferma:
(Carmela Baffioni, "Pouvoir politique et développement scientifique en Islam du VIIIème au XVème siècle", in: Nature, science et société dans la Méditerranée (IXème XVème siècles), pp. 11-22, a p. 12.)
Un ramo del sapere che talora si studiava (ma solo sotto il profilo teorico) nella moschea e nella madrasa era la medicina, praticata sui pazienti di ogni sesso e possibilità economica in appositi e ben distinti spazi, come il Bayt al-Ḥikma di Baghdad. Ospedali, insomma, sorti su modello probabilmente persiano (da cui il termine māristān o bīmāristān, ossia "luogo del malato"), che avevano preso come modello di riferimento l'Accademia sasanide di Jundishapur, risalente al III secolo d.C. A quel medesimo modello, con molta probabilità, s'era già ispirato, prima della Bayt al-Ḥikma, il califfo omayyade al-Walīd I (705-715), inaugurando nel 707 il primo ospedale della storia islamica: quello di Damasco, capitale califfale.

### Jamāʿa

#### IX secolo
Dei primi del IX secolo è proprio il Bayt al-Ḥikma, un complesso originariamente sorto forse per ospitare la biblioteca privata del califfo abbaside Hārūn al-Rashīd e poi trasformato e notevolmente ampliato a partire dall'832, per disposizione del figlio al-Maʾmūn.
In questa "Casa della sapienza"), assistito da Saʿīd b. Hārūn - che sarebbe impossibile (non solo storicamente ma concettualmente) definire madrasa -, fondamentale centro di traduzioni dal greco in arabo, dotata di una delle più ricche biblioteche dell'intero mondo medievale (quasi mezzo milione di manoscritti arabi, siriaci, persiani, copti, ebraici, greci, indiani e di altre culture ancora, non di rado comprendenti più di un lavoro autografo).

Qui s'insegnavano appunto anche le scienze naturali, l'alchimia/chimica, la matematica e la geografia e fu edificato anche un nosocomio, tecnologicamente assai avanzato per l'epoca, in cui opererà anche la famiglia cristiano-nestoriana dei Bakhtishu', già apprezzata per aver garantito al tempo la propria qualificata assistenza medica al secondo califfo abbaside al-Manṣūr.

Per lo studio dell'astronomia/astrologia fu fatto invece erigere un osservatorio, localizzato presso la Porta al-Shammāsiyya di Baghdad, affidato alla direzione di due dei migliori scienziati dell'epoca: l'israelita Sind b. ʿAlī e il musulmano Yaḥyā al-Manṣūr, che collaborarono coi loro colleghi di Damasco e con il loro osservatorio sito sul monte Qāsiyūn.
Della seconda metà del IX secolo, e più precisamente dell'859, è la costruzione a Fez (Fāṣ) di un oratorio (masjid), finanziato dalla pietas di Fāṭima bint Muḥammad al-Fihrī, di nobili ascendenze meccane coreiscite, che proveniva dall'ifriqyiana Qayrawān, tant'è vero che il nome del manufatto divenne presto noto come il masjid "dei Qayrawanesi" (in lingua araba al-Qarawiyyīn).

La dinastia alide degli Idrisidi - a causa dell'ampliamento della popolazione di Fez - favorì nel 919 la trasformazione dell'oratorio in moschea-cattedrale vera e propria, dove cioè un imam potesse tenere ogni venerdì la khuṭba ai fedeli radunati per la ṣalāt al-ẓuhr (la preghiera in comune del mezzogiorno).

#### X secolo

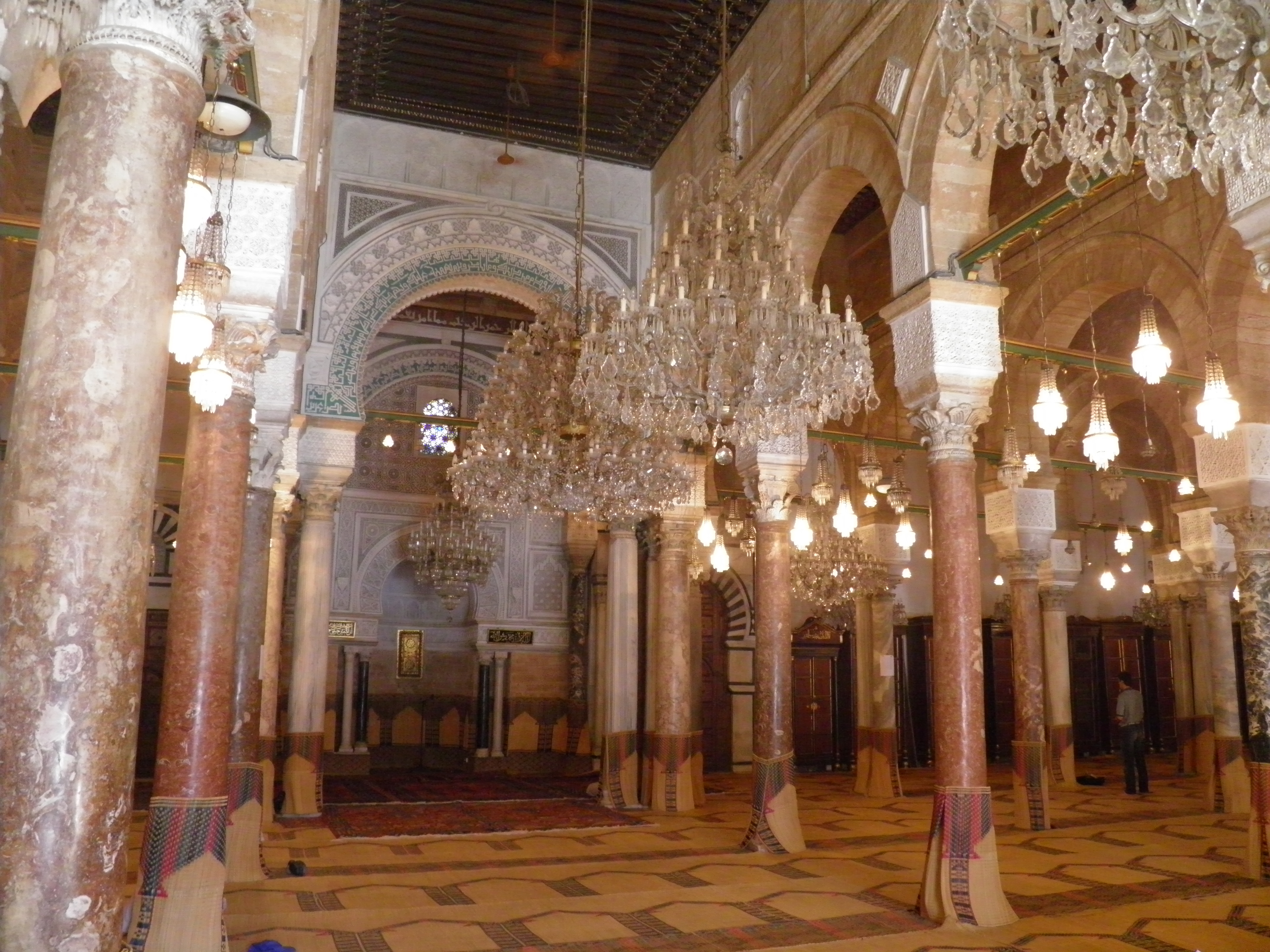
Vista interna della Zaytūna di Tunisi.

Un secolo più tardi, nel 956, si ebbe la fondazione della vera e propria moschea-università al-Qarawiyyīn di Fez (Marocco), per merito dell'Emiro dei berberi Zanata Aḥmad b. Abī l-Saʿīd, diventato vassallo del califfo di al-Andalus, l'omayyade ʿAbd al-Raḥmān III, il cui laqab era al-Nāṣir li-dīn Allāh.
Nel 971 fu la volta della moschea-università di al-Azhar, inaugurata il 22 giugno di quell'anno, "quattordici mesi dopo l'avvio dei lavori".
Va detto che, per volere del wāsiṭa israelita convertito Yaʿqūb b. Yūsuf b. Killis, probabilmente, al-Azhar fu principalmente un centro di istruzione superiore dell'Ismailismo, praticato dai nuovi signori dell'Egitto fatimide.
Rimase, per tutto il periodo fatimide, una moschea-università d'impronta ismailita ma le cose cambiarono quando, dopo la morte dell'Imam al-ʿĀḍid nel 1171, la dinastia finì per mancanza di eredi maschi diretti e, per iniziativa di Saladino, fu restaurato nei domini fatimidi il credo islamico sunnita, col riconoscimento formale dell'autorità califfale abbaside di Baghdad.
Da quel momento l'insegnamento di al-Azhar, sempre di orientamento religioso, fu riservato alle sole quattro scuole giuridico-teologiche (madhāhib) considerate ortodosse: l'Hanafismo, il Malikismo, lo Sciafeismo e l'Hanbalismo.

#### XI secolo
Nel 1005, all'apice del potere della sua dinastia, il sesto Imam fatimide, al-Hakim bi-amri llah, fonda nella sua capitale del Cairo la Dār al-Ḥikma (Casa della Sapienza), detta più frequentemente Dār al-ʿIlm. Anche dal nome si deduce la volontà della dinastia di essere concorrente - anche nel campo della cultura, sia profana, sia religiosa - del califfato abbaside, acerrimo rivale ideologico e politico del Cairo.
La sede della Dār al-Ḥikma, di cui oggi non rimane traccia (salvo per un fregio ligneo conservato nel Museo delle Arti, o Dār al-Funūn del Cairo), va identificata "nella parte nordorientale del 'Piccolo Palazzo occidentale'", vale a dire una delle regge fatimide.
La Dār al-Ḥikma - al cui interno era organizzata una sezione ismailita, chiamata Khizānat al-kutub (Tesoro dei libri), forse aperta solo alla classe dirigente fatimide - era dotata di 600.000 manoscritti di "astronomia, matematica, medicina, diritto, logica e grammatica" e operò fino al 1110, allorché - nel corso del vizirato militare di al-Afḍal b. Badr al-Jamālī fu chiusa perché diventata sede di un non meglio precisato "insegnamento eretico" (probabilmente un'eterodossia dello stesso Ismailismo) e riaprì solo nel 1123, evidentemente ridimensionata, visto l'indicativo nome di Dār al-ʿIlm al-jadīda (Piccola Casa della Conoscenza), in un periodo di accentuata decadenza dell'Imamato, all'epoca del wasiṭa Muḥammad ibn Fātak al-Baṭāʾiḥī.

#### XII secolo
Nūr al-Dīn Zangī (Norandino) fonda nel 1148 una prestigiosa madrasa a Damasco: la al-Nūriyya al-kubrā, ossia "la grande [madrasa] di Nūr al-Dīn".

Nello stesso secolo, Salāh al-Dīn b. Ayyūb (Saladino) fonda cinque istituti di ricerca e studio al Cairo. In questa città, durante tutto il periodo ayyubide e in quello successivo mamelucco, le madrase diventeranno ventisei.

#### XIII secolo
Tra il 1227 e il 1234 a Baghdad il Califfo abbaside al-Mustanṣir (1226-1242) fece edificare la Madrasa al-Mustanṣiriyya, in cui s'insegnavano teologia, fiqh, letteratura, medicina, matematica e scienze coraniche (ʿulūm al-Qurʾān). Di particolare interesse il fatto che nella Madrasa si cercava d'impartire un insegnamento non di parte, concedendo uguale spazio ai quattro madhhab sunniti (Hanafismo, Malikismo, Sciafeismo e Hanbalismo), a ognuno dei quali era riservato un apposito spazio nella Mustanṣiriyya (tre īwān) che s'aprivano sul cortile interno e uno spazio lungo il corridoio della Madrasa. L'edificio era inoltre provvisto di camere per il soggiorno, di bagni e di cucine, oltre al consueto spazio riservato alla preghiera.
Un suo lacerto è una delle due sopravvivenze di età abbaside, assieme a una porzione della reggia califfale abbaside (al-Qaṣr al-ʿAbbāsī), dopo le drammatiche distruzioni apportate dai Mongoli di Hulegu nel 1258 alla "Città della Pace".
La Madrasa al-Mustanṣiriyya ospita un'iscrizione del 1865 che ricorda un restauro ottomano a opera del Sultano 'Abd al-'Aziz.
Abbandonata dopo il crollo del Califfato, essa diventò un Khan (caravanserraglio), un ospedale e infine un deposito di armi, prima che il monumento venisse nuovamente valorizzato dalle autorità irachene.

#### XIV secolo
Una vicenda simile a quella conosciuta dalla Qarawiyyīn di Fez è quella della Moschea al-Zaytuna di Tunisi.

Fondata come semplice oratorio (masjid) nel 698, fu trasformata in moschea (jāmiʿ) nel 704 dall'Emiro omayyade Ḥassān ibn al-Nuʿmān, Wālī d'Ifrīqiya e, come tale, ospitò corsi di apprendimento del Corano, di sharīʿa e di scrittura dell'arabo. Fu tuttavia solo nel XIV secolo che essa fu trasformata in moschea-università (jāmiʿa), formando generazioni di studiosi di grande spicco. Dai primi del Quattrocento sono registrati anche i nomi dei suoi "Grandi Imam" (di fatto i rettori della moschea-università).